# Bishopscourt (Man)
Bishopscourt (Manx-Gaelisch: Cooyrt-yn-Aspick, vroeger Ballacurry (boerderij van McCurry of O’Curry) genaamd) is een landgoed in de buurt van Kirk Michael op het eiland Man.
De Bishopscourt Manse vormt de grens tussen de civil parishes Michael en Ballaugh.

## Geschiedenis
Bishopscourt bestaat uit een 17e-eeuws herenhuis, King Orry’s Tower waar een gracht omheen ligt, de St Nicholaskapel van het Bisdom Sodor & Man van de Church of England en het voormalige landgoed Ballachurry of Bishopscourt Manse. Tot 1975 was Bishopscourt de residentie van de bisschop van Sodor & Man, maar tegenwoordig is het in privé-eigendom.
Het huis werd herbouwd door bisschop Thomas Wilson nadat hij het in 1698 in zeer slechte staat ("in ruins nothing but an sentient tower and chapel remaining entire") had aangetroffen. Wilson liet een stenen huis met kantelen bouwen. Vanaf 1784 werd het huis uitgebreid door bisschop Claudius Crigan. De toren werd gerepareerd in opdracht van bisschop Crigan in voorbereiding van een grotere restauratie die kennelijk hard nodig was. De middeleeuwse kapel uit 1651 die naast de toren stond werd rond 1815 vervangen door een Georgiaanse kapel op dezelfde plaats. Deze kapel werd op haar beurt weer door bisschop Horatio Powys vervangen door een victoriaans- gotische kapel van St Nicholas op een iets andere plek. Na een brand in 1893 werd het huis opnieuw gerenoveerd. Aan de overkant van de weg ligt Bishopscourt Glen, een vallei waar mooie natuurwandelingen kunnen worden gemaakt.

## Fotogalerij

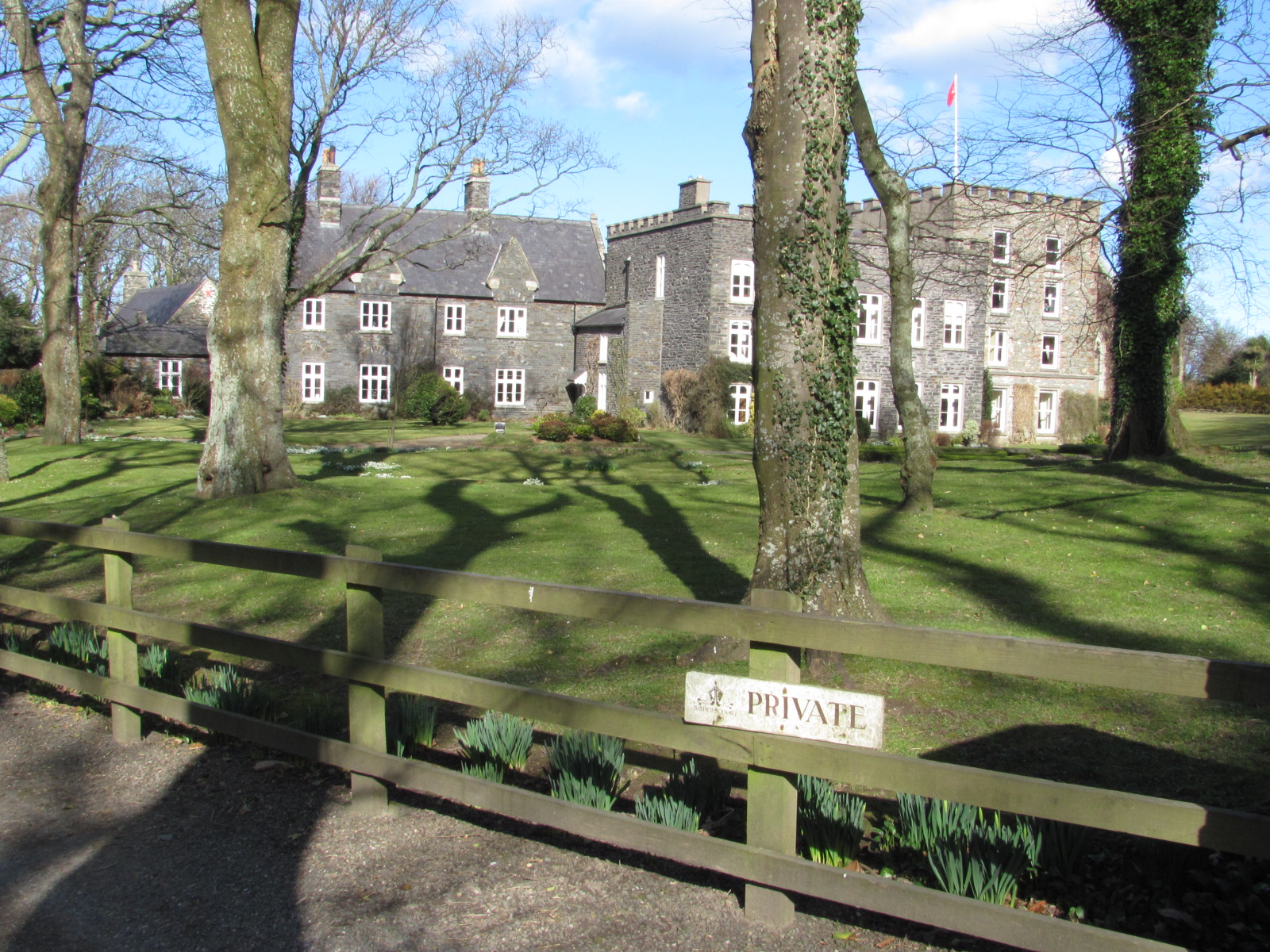
Bishopscourt House
Bishopscourt House
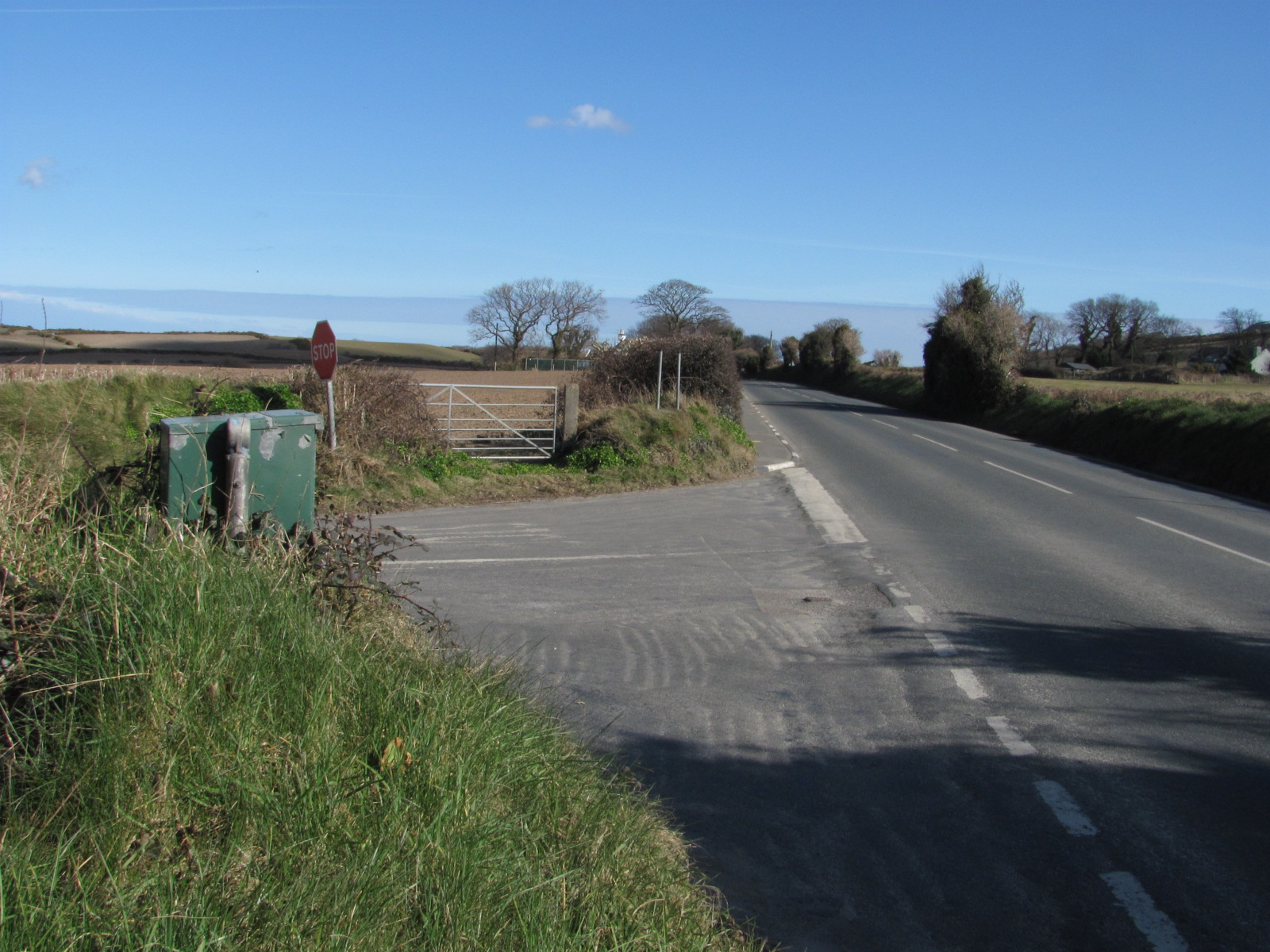
De splitsing van de A3 met Orrisdale. De hoge boom in het midden van het beeld staat bij Dub Cottage
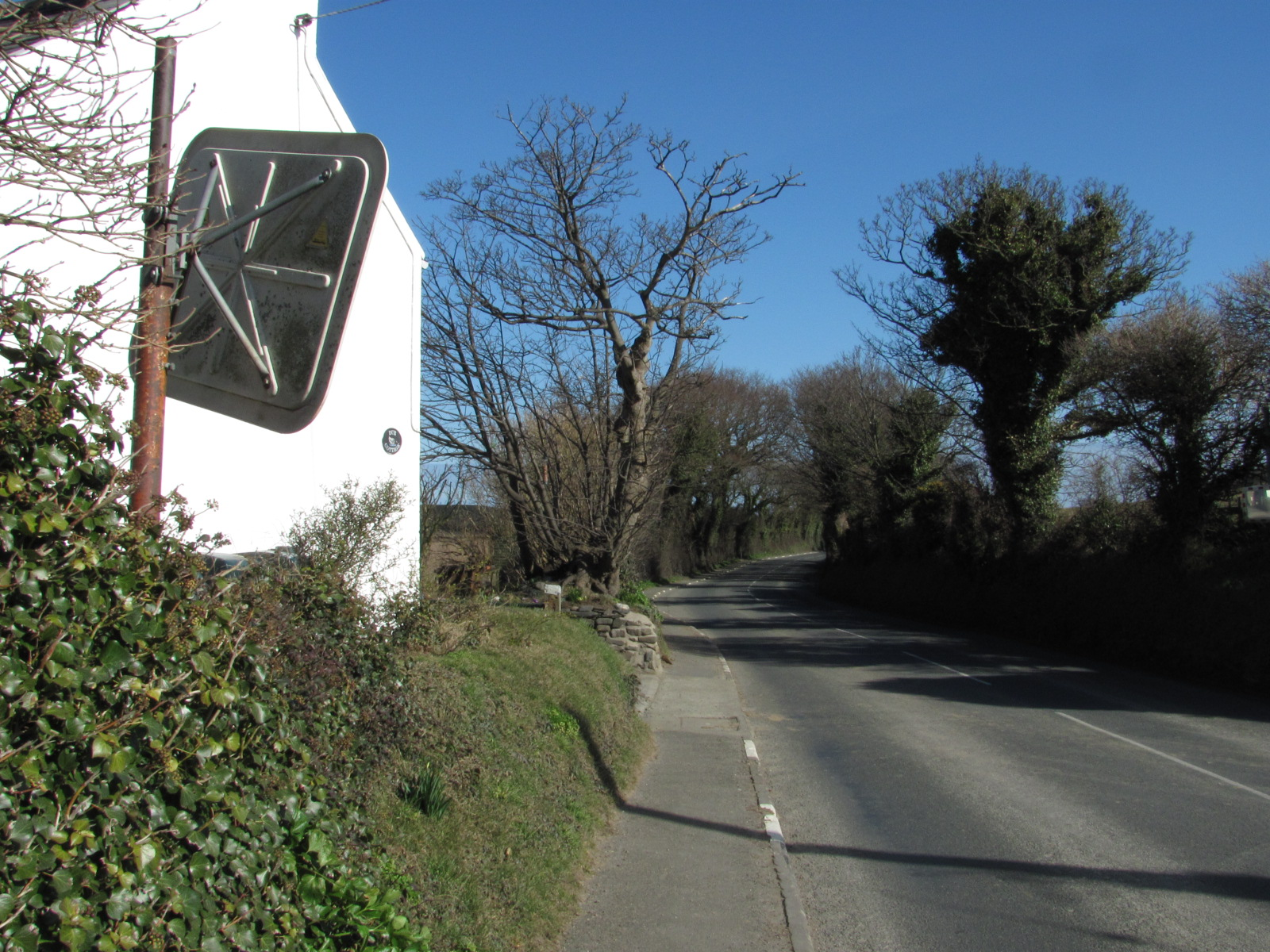
Dub Cottage, kijkend in de richting van Alpine Cottage
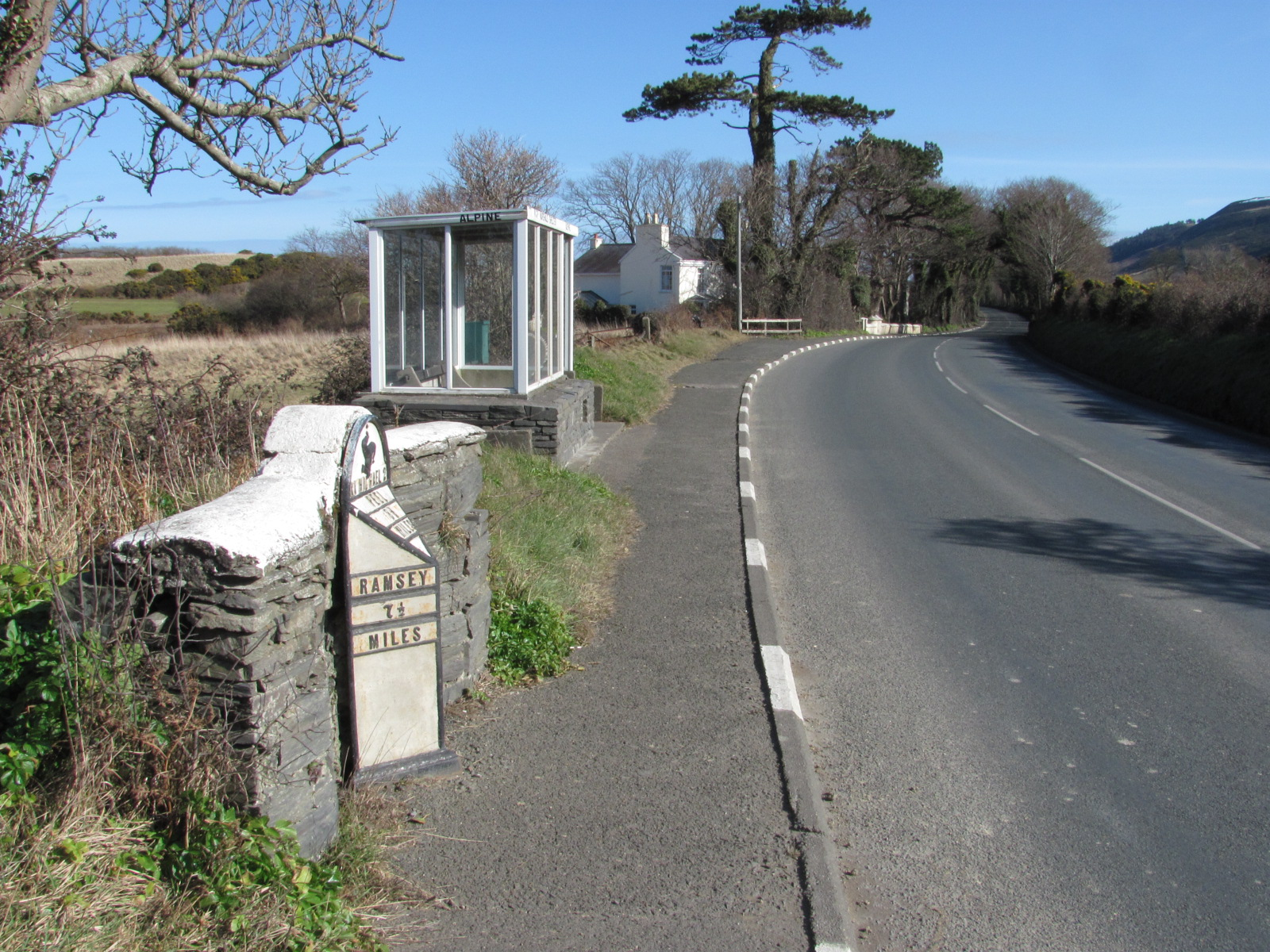
Alpine House